# Мринська сільська територіальна громада
Мринська сільська громада — територіальна громада в Україні, в Ніжинському районі Чернігівської області. Адміністративний центр — село Мрин.
Площа громади — 322,29 км², населення — 4354 мешканці (2018).
Утворена 4 серпня 2016 року шляхом об'єднання Лихачівської, Мринської, Плосківської, Селищенської та Хотинівської сільських рад Носівського району.

## Населені пункти
До складу громади входять 7 сіл: Киселівка, Лихачів, Мрин, Плоске, Роздольне, Селище та Хотинівка.